# 4913 Wangxuan
A 4913 Wangxuan (ideiglenes jelöléssel 1965 SO) a Naprendszer kisbolygóövében található aszteroida. A Bíbor-hegyi Obszervatórium fedezte fel 1965. szeptember 20-án.